# Suragina lucens
Suragina lucens är en tvåvingeart som först beskrevs av Meijere 1911.  Suragina lucens ingår i släktet Suragina och familjen bäckflugor. Inga underarter finns listade i Catalogue of Life.